# Compsenia insulalis
Compsenia insulalis är en fjärilsart som beskrevs av William Schaus 1916. Compsenia insulalis ingår i släktet Compsenia och familjen nattflyn. Inga underarter finns listade i Catalogue of Life.